# Petro Chemical Complex INA
Petro Chemical Complex INA là một thị xã và là một khu vực công nghiệp quy hoạch (industrial notified area) của quận Vadodara thuộc bang Gujarat, Ấn Độ.

## Nhân khẩu
Theo điều tra dân số năm 2001 của Ấn Độ, Petro Chemical Complex INA có dân số 7336 người. Phái nam chiếm 53% tổng số dân và phái nữ chiếm 47%. Petro Chemical Complex INA có tỷ lệ 80% biết đọc biết viết, cao hơn tỷ lệ trung bình toàn quốc là 59,5%: tỷ lệ cho phái nam là 83%, và tỷ lệ cho phái nữ là 76%. Tại Petro Chemical Complex INA, 14% dân số nhỏ hơn 6 tuổi.